# Гуаннань
24°03′06″ пн. ш. 105°03′17″ сх. д. / 24.05173° пн. ш. 105.05484° сх. д.
Гуаннань (кит. 广南县, пін. Guăngnán Xiàn) — один із повітів КНР у складі Веньшань-Мяо-Чжуанської автономної префектури, провінція Юньнань. Адміністративний центр — містечко Ляньчен.

## Географія
Гуаннань лежить на висоті близько 1230 метрів над рівнем моря на півдні Юньнань-Гуйчжоуського плато.

### Клімат
Повіт знаходиться у зоні, котра характеризується вологим субтропічним кліматом. Найтепліший місяць — липень із середньою температурою 22,8 °C. Найхолодніший місяць — січень, із середньою температурою 8,9 °С.
| Клімат повіту Гуаннань  | Клімат повіту Гуаннань | Клімат повіту Гуаннань | Клімат повіту Гуаннань | Клімат повіту Гуаннань | Клімат повіту Гуаннань | Клімат повіту Гуаннань | Клімат повіту Гуаннань | Клімат повіту Гуаннань | Клімат повіту Гуаннань | Клімат повіту Гуаннань | Клімат повіту Гуаннань | Клімат повіту Гуаннань | Клімат повіту Гуаннань |
| Показник                | Січ.                   | Лют.                   | Бер.                   | Квіт.                  | Трав.                  | Черв.                  | Лип.                   | Серп.                  | Вер.                   | Жовт.                  | Лист.                  | Груд.                  | Рік                    |
| Середній максимум, °C   | 15,1                   | 17,6                   | 22,3                   | 26                     | 27,2                   | 27,7                   | 28                     | 27,7                   | 25,9                   | 22,7                   | 19,8                   | 16,2                   | 23                     |
| Середня температура, °C | 8,9                    | 11,1                   | 15,1                   | 19,2                   | 21,4                   | 22,6                   | 22,8                   | 22,2                   | 20,2                   | 17,4                   | 13,6                   | 9,7                    | 17                     |
| Середній мінімум, °C    | 4,8                    | 6,7                    | 10,1                   | 14,3                   | 17,1                   | 19,2                   | 19,5                   | 18,8                   | 16,7                   | 13,9                   | 9,7                    | 5,5                    | 13                     |
| Норма опадів, мм        | 17.8                   | 20.1                   | 28.7                   | 57.7                   | 129.4                  | 175.5                  | 185.5                  | 174.7                  | 95.0                   | 56.4                   | 39.4                   | 14.6                   | 994.8                  |
| Вологість повітря, %    | 80                     | 76                     | 70                     | 69                     | 73                     | 80                     | 82                     | 84                     | 82                     | 82                     | 81                     | 79                     | 78.2                   |
| ----------------------- | ---------------------- | ---------------------- | ---------------------- | ---------------------- | ---------------------- | ---------------------- | ---------------------- | ---------------------- | ---------------------- | ---------------------- | ---------------------- | ---------------------- | ---------------------- |
| Джерело: data.cma.cn    |                        |                        |                        |                        |                        |                        |                        |                        |                        |                        |                        |                        |                        |